# Морозов, Александр Николаевич (музыкант)
Александр Николаевич Морозов (1946—2016) — российский тромбонист, солист оркестра Большого театра, заслуженный артист Российской Федерации. Доцент РАМ им. Гнесиных.
В 1975 году — окончил Среднюю специальную музыкальную школу при Ленинградской государственной консерватории (класс Г. И. Страутмана).
В 1980 году — окончил Ленинградскую государственную консерваторию (класс заслуженного артиста России, профессора В. Ф. Венгловского).
С 1971 по 1976 годы — артист джазовых оркестров И. Вайнштейна и Э. Рознера.
С 1976 по 1978 годы — артист оркестра Ленинградского государственного академического театра оперы и балета имени С. М. Кирова.
С 1978 года и до конца жизни — солист оркестра Государственного Академического Большого театра.
С 2004 года преподавал на кафедре медных духовых и ударных инструментов РАМ имени Гнесиных.
Выступал с сольными концертами и в составе «Брасс-квинтета», квартета тромбонов, ансамбля «Тромбонера» Большого театра, со сценическим оркестром Большого театра в городах России и за рубежом (Япония, Югославия). 
Среди учеников: С. Корявичев, Р. Халимдаров, С.Севальнев, А. Валеев, О. Полетаев и другие.
Неоднократно принимал участие в работе жюри конкурсов (Международный конкурс исполнителей на медных духовых инструментах имени Т. А. Докшицера. Москва, 2009; II-й Международный конкурс исполнителей на духовых инструментах имени Н. А. Римского-Корсакова. Санкт-Петербург, 2008).

## Признание
- Заслуженный артист Российской Федерации